# 室间隔缺损
室間隔缺損（ventricular septal defect，VSD）又稱心室中隔缺損，是左右心室间隔发育不全形成异常交通，在心室水平产生左向右分流的常见先天性心脏病。
患有先天性心室中隔缺損的兒童大約是千分之一，現在尚有很多先天性疾病的產生原因還未研究出來，病因還要等待未來醫學的研究結果，有的先天性疾病會在人體成長過程中漸漸自己病癒，但生長期過後可能要靠服藥控制病情或開刀治癒，例如心室中隔缺損就是如此，通常患有此病的小孩在年幼時就會進行心臟縫合手術，或者等待發育期過後得知心臟破洞未自己癒合而才進行心臟縫合手術。
現在醫學日趨進步，已經可從做心導管手術，檢查手術連同心臟的破洞一起補合，對於患有心房、心室中隔缺損的病患和家屬都是一大福音。